# Scirtes beccus
Scirtes beccus es una especie de coleóptero de la familia Scirtidae.

## Distribución geográfica
Habita en Victoria (Australia).